# Дом Скрябиной
Дом Е.Д. Скрябиной — здание, расположенное в Екатеринбурге, на улице Горького, дом 6, и построенное в 1882 году. Дом является образцом жилой застройки города Екатеринбурга конца XIX века в формах эклектики.

## История
Автором проекта являлся городской архитектор Екатеринбурга в 1869–1884 годах Михаил Львович Реутов. Он видел город в едином городском стиле. Вторую береговую улицу он проектировал почти всю с учётом того, что улицу тогда в основном населяли купцы и мещане. Дом № 6 занимали купец второй гильдии Гаврила Николаевич Скрябин и его жена Екатерина Дмитриевна. На 1887 год согласно переписи, составленной городским головой Ильёй Ивановичем Симановым, дом принадлежал купеческой жене Скрябиной Екатерине Дмитриевне. А сам дом описывался как каменный двухэтажный дом с деревянной службой и баней.

## Архитектура
Одноэтажное кирпичное здание с цокольным этажом, расположенное в центральной исторической части города на берегу реки Исеть. Квартал, на котором расположено здание, ограничен улицами Горького (2-я Береговая улица) и улицей Малышева (Покровский проспект). Главный восточный фасад выходит на красную линию улицы Горького. Фасад симметричен, центральная ось выделена щипцовым фронтоном, переходящим в аттик. Стены первого этажа декорирована кирпичной кладкой. Они равномерно членятся лопатками с вписанными между ними пятью окнами с наличниками с сандриками и замковыми камнями, а также выгнутой бровкой в трех средних окнах. Подоконный парапет составлен из крестообразного узора и повторяется в основании лопаток. Венчающие фасад щипец и карниз, декорированы аркатурным поясом, а щипец дополнительно — бегунком и круглой розеткой. Парадный вход южного фасада имеет высокое крыльцо с перилами и навесом на кованых ажурных кронштейнах. Выступ парадного входа сделан в виде щипцового фронтона. Дом является образцом жилой застройки города Екатеринбурга конца XIX века в формах эклектики.